# Até
Pour les articles homonymes, voir Até (homonymie).
Dans la mythologie grecque, Até (en grec ancien Ἄτη / Átê), est la déesse incarnant l'injustice, la Faute, l'Égarement ainsi que la Folie.

## Famille
Selon Homère, Até est la fille aînée de Zeus et est suivie par ses sœurs les Lites, tandis qu'Hésiode en fait la fille d'Éris, déesse de la Discorde, engendrée au commencement du monde.
Peitho, déesse de la persuasion et compagne d'Aphrodite, est identifiée par Eschyle comme la fille d'Até dans Agamemnon. Cependant, il en fait la fille d'Aphrodite dans Les Suppliantes, comme le fait aussi la poétesse Sappho, la déesse ayant aussi été donnée suivant les auteurs comme fille de Téthys et Océan, de Dyonisos ou de Prométhée.

## Mythe
Até est réputée pour avoir égaré Zeus lui-même, sur l'ordre d'Héra : lorsqu'il fait l'annonce qu'un héros de son sang (Héraclès) doit naître, et qu'il régnera sur tous ses voisins, Héra l'oblige à en faire le serment. Puis, après qu'il s'est exécuté, la déesse va précipiter la naissance d'Eurysthée, fils de Sthénélos (descendant de Zeus). Fou de colère en découvrant le subterfuge, Zeus empoigne Até par les cheveux et la projette hors de l'Olympe, lui interdisant à jamais d'y remettre les pieds. Até chute en Phrygie, sur une colline qui prend son nom, et où Ilos fondera par la suite Troie.
Bien qu'Homère ne le précise pas explicitement, tout semble indiquer dans le passage de l’Iliade, mentionnant qu'Até est bien la fille d'Héra en même temps que celle de Zeus : Héra est chez Homère la première épouse en date de Zeus (ils se sont unis sous le règne de Cronos à l'insu de leurs parents), dont Até est clairement présentée comme la fille aînée, et le rôle d'alliée ou d'auxiliaire d'Héra — notamment dans ses vengeances à l'encontre des maîtresses et des enfants adultérins de Zeus — est généralement réservé à ses propres enfants :
- Héphaïstos chez Homère,
- Arès dans l’Hymne à Délos du poète Callimaque de Cyrène.
- Ilithyie dans l’Hymne à Apollon et les Métamorphoses d'Ovide.

La légende d'Até tentant d'interférer, afin de complaire à Héra, sur le destin d'Héraclès avant même la naissance de ce dernier, apparaît comme un doublon de celle, plus tardive, présentant Ilithyie, déesse de l'Enfantement, tentant d'empêcher Alcmène de mettre son fils au monde.
Au chant XI des Dionysiaques, Até tient un rôle exactement analogue d'auxiliaire des vengeances d'Héra en provoquant la fin d'Ampélos, le satyre éromène de Dionysos, qu'Héra traite en ennemi juré et persécute tout au long du poème :

« Cependant Até, l'homicide déité, aperçoit l'intrépide chasseur [Ampélos], errant à travers les monts, loin de Bacchos. Aussitôt, elle prend l'apparence gracieuse d'un adolescent de son âge, et, afin de complaire à la marâtre [Héra] du divin rejeton de la Phrygie [Dionysos], s'adresse à lui [Ampélos] d'une voix douce, en ces termes perfides […] »

— Nonnos de Panopolis, Dionysiaques, XI
Il semble qu'Hésiode, en se démarquant de la tradition de l’Iliade et en faisant d'Até et d'Éris des descendantes de Nyx (la Nuit) plutôt que de Zeus, a voulu retrancher de la postérité de ce dernier deux de ses représentantes les plus notoirement néfastes et malveillantes : Éris, explicitement nommée comme la sœur d'Arès, apparaît bien, elle aussi, comme une fille de Zeus et d'Héra.

## Sources
- Pseudo-Apollodore, Bibliothèque [détail des éditions] [lire en ligne] (III, 12, 3).
- Hésiode, Théogonie [détail des éditions] [lire en ligne] (v. 230).
- Homère, Iliade [détail des éditions] [lire en ligne] (IX, 504–514 ; XIX, 91–133).
- Nonnos de Panopolis, Dionysiaques [détail des éditions] [lire en ligne] (XI, 113).
- Platon, Le Banquet [détail des éditions] [lire en ligne] (195d).